# Marcellin Boudet
Pour les articles homonymes, voir Boudet.
Marcellin Boudet, dit aussi Boudet de Montgacon, est un historien auvergnat, né le 1er décembre 1834 à Montgacon, Maringues dans le Puy-de-Dôme et mort le 4 juillet 1915 à Clermont-Ferrand.
Il est un des fondateurs en 1898 de la Société de la Haute-Auvergne avec  Roger Grand et  Jean Brunhes. Il en fut longtemps président et lui fit racheter en 1903 les ruines du château de Carlat.

## Biographie
Blaise Marcellin Boudet naît à Montgacon le 1er décembre 1834 ; il est le fils de Claude Boudet et de Marguerite Moinier. Sa grand-mère maternelle, Anne Marie Larbaud, était la cousine germaine de Louis Larbaud, grand-père de Valery Larbaud ; Anne Marie Larbaud était aussi la nièce du conventionnel Jacques Antoine Dulaure et la grand-tante de Marcel Treich-Laplène, premier explorateur et premier administrateur de la Côte-d'Ivoire.
D'abord clerc d'avoué à Paris, il obtient la licence en droit en 1855 ; il revient s'établir en 1856 à Clermont-Ferrand comme avocat. Il devient magistrat en 1862 ; sa carrière de magistrat le mène à Gannat (substitut du procureur), Murat (procureur), à Thiers (président du tribunal), à Saint-Flour, où il est président du tribunal de 1883 à 1897, et enfin à Grenoble, où il est conseiller à la cour d'appel jusqu'à sa retraite en 1903. Il se retire à Clermont-Ferrand, où il poursuit ses travaux d'érudition et où il meurt en 1915. Il est enterré au cimetière de Maringues.
Par son mariage en 1866 avec Cécile Bouygues de Boschâtel, d'une famille d'Aurillac (de Lamartinie), il établit des liens étroits avec le Cantal. De cette union sont nées deux filles.
Il a fait partie de plusieurs sociétés savantes. À côté de la Société de la Haute-Auvergne dont il a été cofondateur et président, il a appartenu à l'Académie des sciences, belles-lettres et arts de Clermont-Ferrand et, pendant le temps où il était en poste à Grenoble, à l'Académie delphinale.
Il était chevalier de la Légion d'honneur. Une rue de Saint-Flour porte son nom.

## Œuvre historique
Ce qui marque l'œuvre de Marcellin Boudet, c'est l'exigence du texte. Il a pour principe de ne rien avancer qui ne soit justifié par une référence précise tirée d'un acte authentique. Ainsi toute son œuvre accorde la primauté à la publication des textes eux-mêmes.
Ses recherches historiques et topographiques sur Gergovie intéressèrent Louis-Napoléon Bonaparte.
Il est l'auteur de soixante-dix-huit publications en forme soit d'articles soit d'ouvrages.
Les œuvres maîtresses de cette imposante moisson sont certainement d'une part en 1900, la publication des Registres consulaires de Saint-Flour qui furent récompensée par l'Institut et qui constituent une véritable fresque de la vie municipale aux XIVe et XVe siècles dans cette ville inviolée et d'autre part celle du Cartulaire du prieuré de Saint-Flour, qui parut en 1910 dans la collection des documents historiques publiés par ordre du prince Albert Ier de Monaco. Par ailleurs, la seule rue de France qui porte son nom se situe à Saint-Flour.

## Publications
- Saint-Flour au XVe siècle, 1909, 226 p., réédition en 1993.
- Les Tribunaux criminels et la justice révolutionnaire en Auvergne. Les exécutions, 1872.
- Les Conventionnels d'Auvergne : Dulaure, Paris, Auguste Aubry ; Clermont-Ferrand, Ferdinand Thibaud, 1874.
- Thuret et Saint-Ignat, 1913, réédité en 2004.
- Aspres-sur-Buech et ses chartes et coutumes (1276-1439), réédité en 2007.
- Nécrologie du duc de La Salle de Rochemaure, 1915, in RHA, 60 p.
- Les Duprat, 8 volumes (1280-1535), de Antoine I au chancelier-cardinal, Archives de la Haute-Auvergne, bibliothèque municipale de Saint-Flour.